# Delureni (gmina Ionești)
Delureni – wieś w Rumunii, w okręgu Vâlcea, w gminie Ionești. W 2011 roku liczyła 457 mieszkańców.